# Đà Giang, Phượng Hoàng
Đà Giang trấn (tiếng Trung: 沱江镇; bính âm: Tuójiāng Zhèn) là một thị trấn cổ và là huyện lỵ của huyện Phượng Hoàng, thuộc châu tự trị
Tương Tây, tỉnh Hồ Nam, Trung Quốc. Thị trấn này có diện tích 191,7 km2 (74,0 dặm vuông Anh) với dân số 112.200 (tính đến năm 2015). Về mặt hành chính, nó chia thành 29 làng và 7 khu, trung tâm của thị trấn nằm ở Phượng Hoàng nam lộ (tiếng Trung: 凤凰南路). Thị trấn này nổi tiếng với Phượng Hoàng cổ trấn (nguyên văn tiếng Hán là Phượng Hoàng cổ thành; 凤凰古城), một trong những điểm du lịch được xếp hạng 4A và quan trọng nhất ở Hồ Nam.
Phượng hoàng cổ trấn được liệt kê vào danh sách di sản thế giới dự kiến của UNESCO theo hạng mục di sản văn hóa vào ngày 28 tháng 3 năm 2008. Ngày nay, nơi này thu hút rất nhiều lượt khách du lịch mỗi năm.

## Lịch sử
Đà Giang là một thị trấn cổ của Ngũ Trại Ty thành (五寨司城), thành trì thủ phủ của Thổ ty Ngũ Trại dưới thời nhà Nguyên. Phượng Hoàng doanh được thành lập vào năm 1704 sau đó trở thành Phượng Hoàng quan sảnh vào năm 1736 trước khi trở thành Ban chỉ huy quân sự Phượng Hoàng. Đến năm 1912, thành lập huyện Phượng Hoàng và thị trấn này sau đó trở thành huyện lỵ của huyện. Năm 1942, Trấn Can trấn được đổi tên thành Đà Giang trấn, theo tên của con sông Đà Giang chảy qua. Năm 2005, thị trấn được mở rộng lên thành 116,7 km2 (45,1 dặm vuông Anh) với 6 khu và 24 làng (tính đến năm 2011). Đến ngày 30 tháng 11 năm 2015, Quan Trang hương tiếp tục được xác nhập, nâng tổng diện tích thị trấn thành 191,7 km2 (74,0 dặm vuông Anh)

## Địa lý
Thị trấn này nằm ở phía đông của huyện Phượng Hoàng.

## Những điểm du lịch nổi tiếng
Đây là một trong những thị trấn văn hóa lịch sử nổi tiếng ở Trung Quốc với Vạn Lý Trường Thành Miêu Giang, những ngôi nhà cheo leo, quần thể kiến trúc cổ và hai di tích lịch sử văn hóa quốc gia là Phượng Hoàng cổ thành (凤凰古城堡) và Khu cư trú cũ của Thẩm Tùng Văn (沈从文故居) đều là những địa điểm thu hút khách du lịch.